# Джойс, Келли
Келли Джойс (англ. Kelly Joyce; род. 7 ноября 1982, Париж) — французская певица.

## Биография и карьера
Келли Джойс родилась в 1982 году, в Париже. Её отец Кинг Джо Бэйл (King Joe Bale), композитор, сын князя бывшей африканской империи Банту, Бале Банде Ндечечете (Bale Bande Ndechechete), был послом Заира во Франции. Мать Эммануель Симо Де Фонсека (Emmanuelle Simoes De Fonseca) графиня Бургоса и Сеговии потомок королевской линии испано-португальский Симое де Фонсека (Simoes De Fonseca) по линии принца Испании Хуана Карлоса.
Келли Джойс может так же похвастаться тем, что первым президентом Бразилии был маршал Мануэль Деодору Да Фонсека (Manuel Deodoro Da Fonseca), чьим потомком является Келли.
Она так же является внучкой великого сенегальского актёра Дута Сека (Douta Seck) (дед по материнской линии), чьим именем названы площадь и Дом культуры в Дакаре.
Дута Сек был назван частью исторического наследия, так как стал первым чёрным человеком, игравшим главные роли в театре (Le Roi Christophe) и сыгравшим пророка в фильме «Ребенок по имени Иисус» Франко Росси (Franco Rossi) вместе с Мириам Макеба (Miriam Makeba).
Келли переезжает с семьей в Риччоне, где берёт уроки игры на скрипке в течение 8 лет, а также 5 лет на пианино. В это же время, на протяжении 12 лет она изучает танец в Королевской академии.
Позже Келли переезжает в Англию, чтобы продолжить свое обучение в Исполнительном искусстве в Лондоне.
Её дебют на сцене происходит в 2001 году с синглом «Vivre La Vie», который попадает на 16 строчку французского музыкального чарта, становится хитом на радио и открывает путь к альбому «Келли Джойс».
Альбом был продан тиражом более 600 000 копий по всему миру. Звучал на телевидении и радио, начиная от Канады до Новой Зеландии, в Сибири и Африке. Во Франции Келли получает номинацию на French music awards.
Позже певица принимает участие в Фестивале Due Mondi в Сполето, Porretta Jazz, Pozzuoli Jazz по случаю Рождества в Ватикане, где была на аудиенции у Папы Иоанна Павла II.
Затем был тур по Европе и России с трио и джазовым квинтетом.
В июне 2004 года Келли выпускает новый альбом «Chocolat», в котором певица также является автором, в нём содержатся тексты подросткового периода, чередующиеся с новыми песнями.
Из альбома отдельно выделяются синглы «Little Kaigé», баллада о рождении своей сестры, уже издававшаяся ранее летом 2003 года и «C’est l’Amour», который ожидал выпуска альбома. Третий сингл с альбома «Melody».
В 2005 году в сотрудничестве с продюсером Big Fish и рэпером Esa появляется много новых треков для альбома «Robe grosse», из которого был выведен отдельным синглом «Cos'è che vuoi da me?».
В 2007 году она участвует в создании кавер-версии песни «Delicate» вместе с украинской группой Four-Kings.
В 2009 году выходит новый сингл «Rendez-vous», вдохновивший создание видео в стиле 30-х годов, посвящённое Джозефин Бейкер (Josephine Baker), где она носит знаменитую банановую юбку.
Репертуар Келли Джойс имеет широкий спектр от блюза до Negro Spirituals[неизвестный термин], босанова и португальского фаду.
В 2011 году Келли в Москве, совместно с французским кабаре Moulin Rouge, выступали три даты в одном из самых больших концертных залов России Crocus City Hall. Далее было сотрудничество с Berardi Jazz Connection, джазовыми музыкантами, с которыми был записан трек «Love Recepie», данный сингл стал открытием в Японии.
В 2012 году она записывает в сотрудничестве с Four Creckers новый сингл в стиле 70-х годов «Wake Up».
В 2014 году Келли Джойс выступала в знаменитой передаче Chiambretti SUPERMARKET, в которой в свое время принимали участие знаменитые французские исполнители от Эдит Пиаф (Edith Piaf) до Мишель Фуген (Michel Fugain).
В июне 2014 года Келли решает вернуться к историческим корням и записывает свою новую работу, посвященную Африке, альбом акустического джаза «Jazz Mon Amour» (Pour l’Afrique), в записи которого в качестве аранжировщика принял участие знаменитый пианист Тео Чиаварелла (Teo Ciavarella). Альбом состоял из уже известных песен певицы, но в новом акустическом звучании и наполненный африканскими звуками и духом. В записи альбома принимали участие Массимо Манзи (Massimo Manzi) барабаны, Массимо Морикони (Massimo Moriconi) бас-гитара, Хавьер Джиротто саксофон и Фабрицио Боссо (Fabrizio Bosso) труба.
В июне 2015 года Келли Джойс совместно с Тунзаля Агаевой исполняет гимн к первым Европейским играм 2015, прошедшим в Баку, под названием «Баку улыбается» (Baku Smiles).
В том же 2015 году она принимала участие в церемонии открытия первых Средиземноморских игр 2015, где исполнила попурри из трех песен.

## Дискография

### Альбомы
- 2001 — Kelly Joyce
- 2004 — Chocolat
- 2009 — Hallô
- 2012 — Wake Up
- 2014 — Jazz mon Amour pour l'Afrique

### Синглы
- 2001 — Vivre la vie
- 2001 — Avec l’amour
- 2001 — Cherchez la femme
- 2003 — Little Kaigè
- 2003 — Au loin de toi
- 2004 — C’est l’amour qui vient
- 2004 — Melody (and all the galaxy is dancing)
- 2005 — Cos'è che vuoi da me (feat. Big Fish & Esa)
- 2006 — Tu mi porti su (feat. Big Fish & Esa)
- 2007 — Delicate (feat. Four-Kings)
- 2008 — Rendez vous
- 2009 — Hallô
- 2012 — Wake Up (feat. Four Crackers)
- 2014 — Ce que J’aime de toi